# Anu-Adad-Tempel

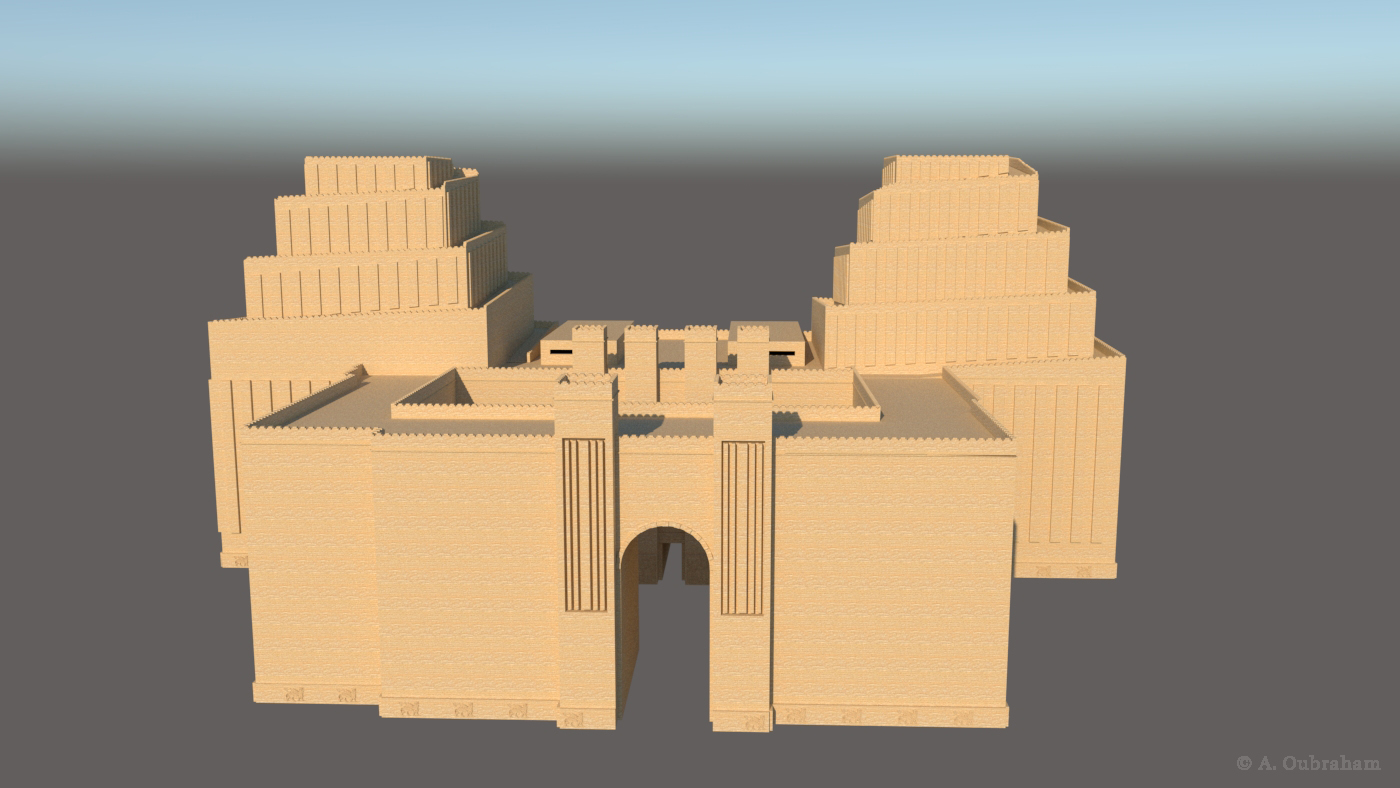
Tempel von Anu-Adad nach W. Andrae (1909), Tafel 8

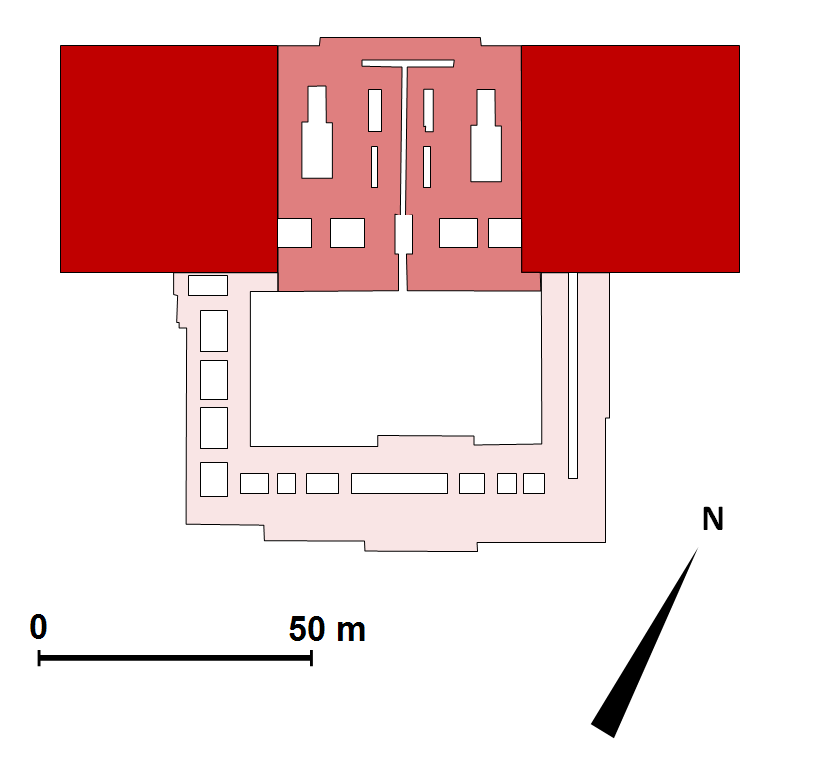
Plan des Anu-Adad-Tempels

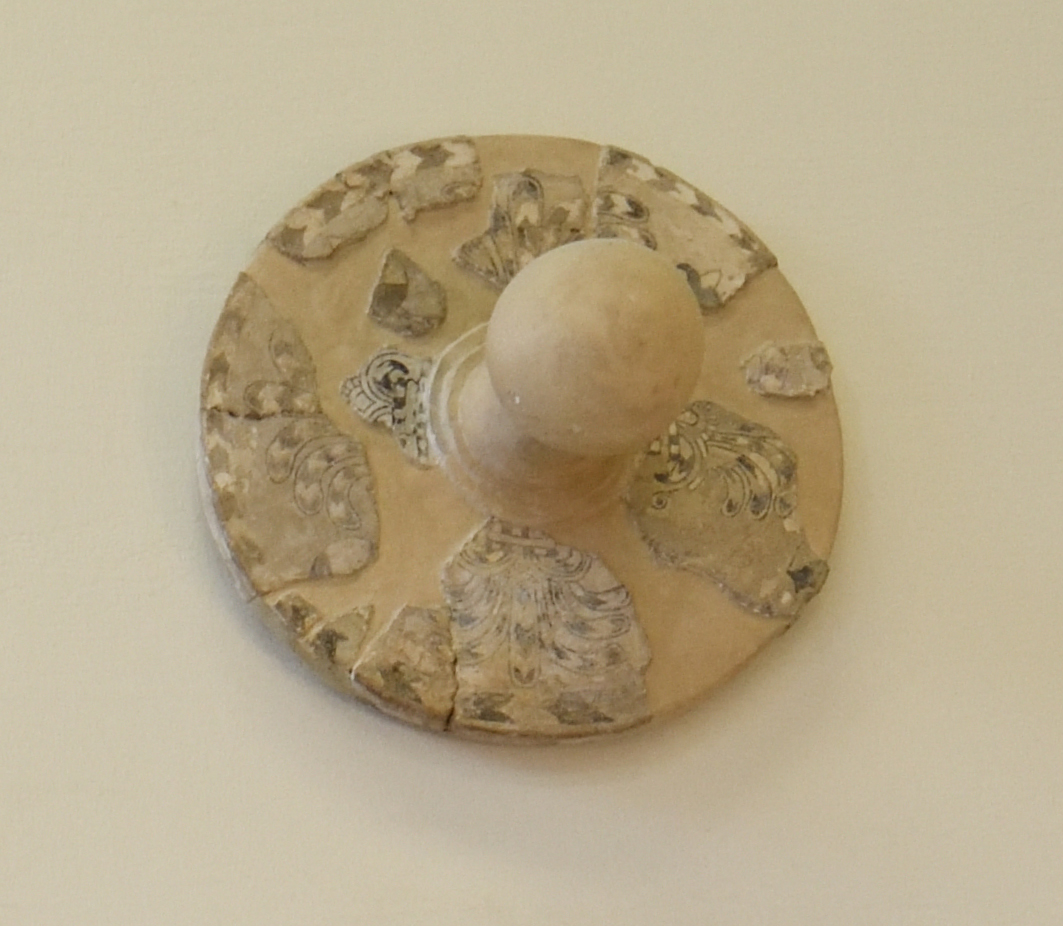
Glasierter Keramikknaupf

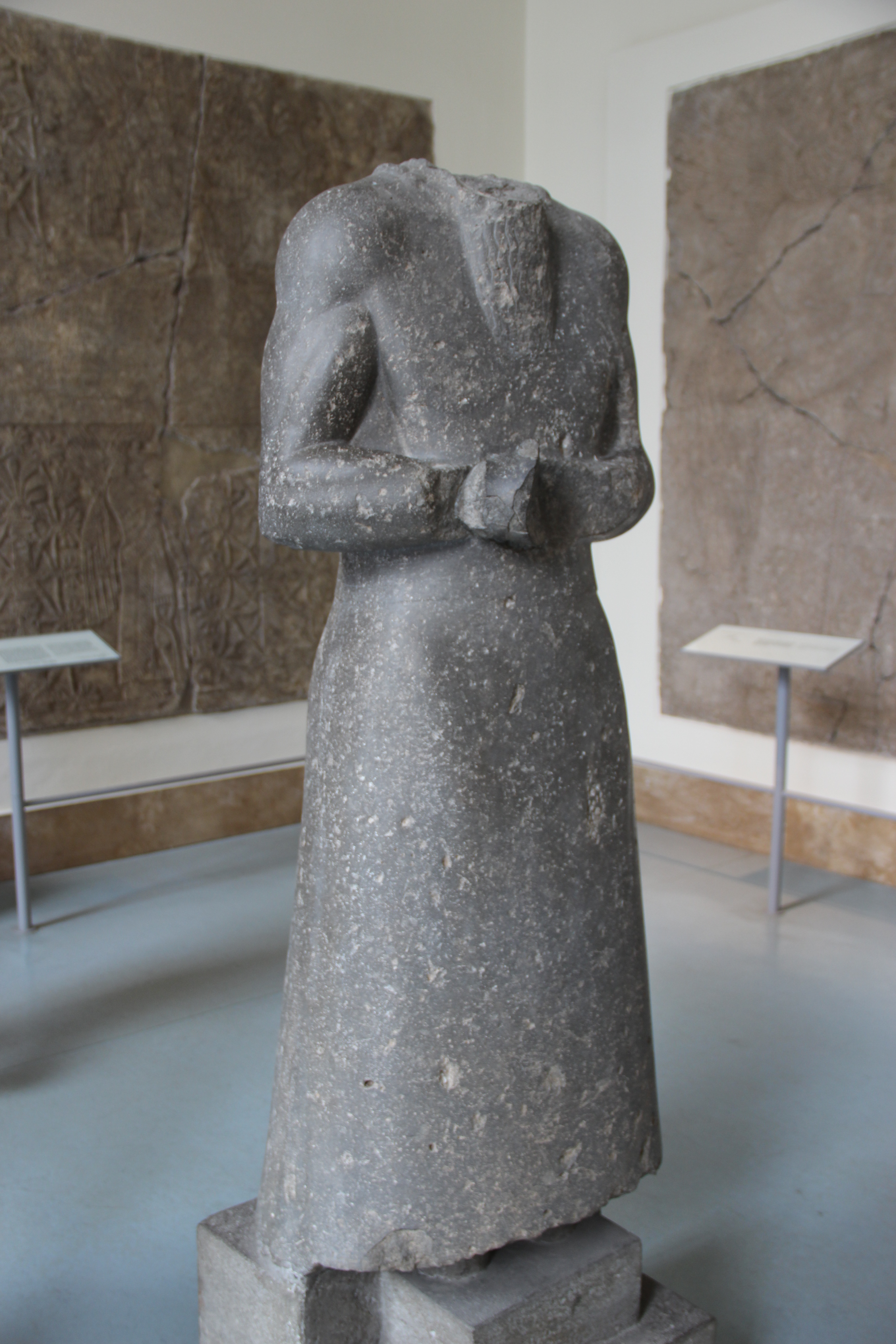
Statue aus dem Tempel

Der Anu-Adad-Tempel in Aššur wurde unter König Aššur-reš-iši I. (1132–1115 v. Chr.) errichtet und ist einer der wichtigsten Tempelbauten der Stadt. Er war dem Anu und seinem Sohn Adad geweiht. Es handelt sich um eine Doppelzikkurat im Norden der Stadt. Bei Ausgrabungen konnte der vollständige Grundriss wiedergewonnen werden. Die Massive der Zikkurats maßen 36,6 mal 35,1 m. Die nördliche Zikkurat gehörte wahrscheinlich Anu, die südliche Adad. Zwischen ihnen befanden sich die Kulträume des Doppelheiligtums. Jede der beiden Gottheiten hatte einen eigenen Kulttrakt, der jeweils aus einem länglichen Raum, einer Kapelle und zwei Vorräumen bestand. Davor befand sich ein großer Hof, der von einer dicken Mauer umgeben war, in der sich verschiedene Räume befanden. Der Haupteingang befand sich gegenüber den Kulträumen. Der Tempel wurde unter Salmanassar III. (858 v. Chr. bis 824 v. Chr.) vollständig neu errichtet, mit einem fast identischen Grundriss, jedoch um einiges kleiner.

## Baugeschichte des Tempels anhand von Inschriften
Zahlreiche königliche Inschriften, die von der Erbauung eines Adad- und Adad-Anu-Tempels berichten, fanden sich im Tempel, andere Inschriften, die den Bau eines Tempels dieser Gottheiten nennen, kamen an anderen Orten zu Tage. Ein erster Adad-Tempel wurde unter Ērišum I. (1910 bis 1871 v. Chr.) begonnen, wie von Ziegelinschriften bekannt ist. Die Ziegel fanden sich im sogenannten Alten Palast und im Assur-Tempel. Auch von dessen Sohn Ikūnum (1870 bis 1857 v. Chr.) stammen Ziegelinschriften, die von Bauarbeiten an einem Adad-Tempel berichten. Auch diese Inschriften fanden sich im Alten Palast und im Assur-Tempel. Keine dieser Inschriften fand sich in situ, so dass es unsicher ist, ob es sich hier um Vorgängerbauten des Anu-Adad-Tempels handelte. Mit einiger Sicherheit kann davon ausgegangen werden, dass es unter Šamši-Adad III. (1515 bis 1500 v. Chr.) einen Anu-Adad-Tempel gab. In den Annalen von Tukulti-apil-Ešarra I. (1114 bis 1076 v. Chr.) wird beschrieben, dass König Aššur-dan I. (etwa 1179–1134 v. Chr.) den Anu-Adad-Tempel des Šamši-Adad III. als baufällig vorgefunden habe und ihn abreißen ließ und nicht wieder aufbaute. Aus dem eigentlichen Anu-Adad-Tempel stammen zwei verschiedene Ziegelinschriften (auf diversen Ziegeln), die berichten, dass Aššur-reš-iši I. einen Anu-Adad-Tempel erbaute. Auch Tukulti-apil-Ešarra I. rühmt sich, einen neuen Bau errichtet zu haben. Mehrere längere Inschriften auf Prismen aus dem Tempel bestätigen den Neubau unter diesem König: Tukulti-apil-Ešarra, Statthalter von Assur, Sohn des Aššur-reš-iši, ebenfalls Statthalter von Assur, baute und wiedererrichtete den Tempel der Götter Anu und Adad, seinem Herren.  Von Salmanassar III. stammen weitere Inschriften, die berichten, dass der Bau des Tukulti-apil-Ešarra baufällig war und neu errichtet wurde.

## Architektur
Zum Aufbau der Zikkurats kann nichts gesagt werden. Es können vier Bauphasen unterschieden werden, nur zwei von ihnen gehören mit Sicherheit zum Anu-Adad-Tempel. An einer Stelle im Tempel wurden Fundamente eines ersten Baues gefunden, die auf den gewachsenen Boden aufliegen, es muss jedoch unsicher bleiben, ob es sich schon um Reste eines Tempels handelt.
Für den ersten Tempel wurde eine Fläche von etwa 85 zu 70 m planiert, wozu der anstehende Sandstein zum Teil abgetragen wurde. Der Tempel bestand aus zwei Zikkurats, zwei Tempeln, die dazwischen lagen und einem großen davor liegenden Hof mit monumentalem Tor. Nach der Planierung des Grundes wurden die Fundamente des Tempels direkt auf dem Felsen errichtet. Als Baumaterial dienten vor allem Lehmziegel. Der erste Bau kann mit Sicherheit Aššur-reš-iši I. zugeordnet werden. Seine Inschriftenziegel fanden sich in den Fundamenten des Torbaues, in den Fundamenten des Heiligtums und auch in der nördlichen Zikkurat. Von den Zikkurats waren zur Zeit der Ausgrabung noch große Teile der westlichen, jedoch nur wenige Teile von der Nordzikkurat erhalten. Die westliche Zikkurat stand bei der Ausgrabung noch bis zu 4 m hoch an. Bei diesem Bau handelte es sich um ein annäherndes Rechteck von 35,10 × 34,80 × 36,90 × 36,61 m. Zwischen den beiden Zikkurats befanden sich die eigentlichen Tempel, von denen sich nur noch die Fundamente, aber kein aufgehendes Mauerwerk mehr fanden. Vor allem die Anordnung von Türen bleibt daher unsicher. Vor den Zikkurats befand sich ein großer Hof, um den wiederum Räume angeordnet waren. Gegenüber dem Heiligtümern lag der Eingang zur Anlage, wobei die Torräume versetzt und nicht axial angelegt waren. Es können zwei Bauphasen beim ersten Tempel unterschieden werden, wobei die zweite Phase Tukulti-apil-Ešarra I. zugeschrieben werden kann. Vor allem die Zikkurats wurden an der Nordwestfront um 2 m erweitert. Eine von ihnen lautet:
Aššur-reš-iši, Statthalter von Aššur, Sohn des Martakkil-Nuskus, Statthalter von Aššur (war), Erbauer des Tempels der Götter Addad und Anu.
Der zweite Temple kann dem Salmanassar III. zugeordnet werden. Der alte Tempel wurde in einer Höhe von etwa 5 m eingeebnet. Der Grundriss der Anlage wurde im Großen und Ganzen beibehalten. Die Zikkurats waren nun jedoch deutlich kleiner, wobei nur die westliche zum Teil erhalten ist, die andere ist dagegen vollkommen verschwunden und wurde nur von den Ausgräbern erschlossen. Der Bau war nur etwa 24/22 m breit und war mit Rillen dekoriert die vertikal in die Fassade eingelegt waren. An der Südostfront waren noch acht von ihnen erhalten. Aus dem Tempelbau stammen diverse Türangelsteine, in denen Türpfosten eingelassen waren, sie trugen Inschriften von Salmanassar III. An verschiedenen Stellen in den Fundamenten der Südostecke des Baues fanden sich Depots, die Waffen enthielten. Es handelt sich um Dolche und Äxte. Zu dem zweiten Tempel gehört auch ein etwa 33,10 m tiefer Brunnen, der im Hof der Komplexes angelegt wurde. Dieser Bau kann eindeutig dem Salmanassar III. zugeordnet werden. Mehrere Inschriften fanden sich von ihm:
Zu dieser Zeit war der Tempel der Götter Anu und Adad, meinen Herren, den vorher Tukulti-apil-Ešarra, Sohn des Mutakkil-Nusku gebaut hat, baufällig geworden. Ich habe ihn wieder vollständig aufgebaut. Ich brachte Zedernbalken und baute sie ein.
Unter Šarru-kīn II. (721 bis 705 v. Chr.) gab es Umbauten und der Bau wurde profan genutzt. Nur Teile des neuen Baues sind erhalten. Der Bau enthielt ein Bad und war mit Knaufplatten dekoriert, was darauf hinweist, dass es sich hier einst um ein wohlhabendes Haus handelte.
Zahlreiche Fragmente von glasierten Knäufen bezeugen, dass zumindest einige Wände mit ihnen dekoriert waren. Die Knäufe sind wiederum mit floralen Mustern verziert. Einige von ihnen tragen eine Inschrift von Aššur-reš-iši I., andere von Salmanassar III., die die Renovierung des Tempels zum Thema hat. Vielleicht zu einer Tür gehören Kupferbeschläge mit einem Relief, das ein Ornament und eine Reihe von Figuren zeigt. Insgesamt stammen aus dem Tempel vergleichsweise wenige beschriftete Knäufe, nur 6 oder 7 können dem Tempel zugeordnet werden, während aus dem Assur-Tempel mehr als 100 stammen.

## Rekonstruktion der Zikkurats
Von den beiden Zikkurats sind nur wenige Reste erhalten. Ihre zeichnerische Rekonstruktion ist daher hochgradig spekulativ. Walter Andrae veröffentlichte 1909 eine erste Rekonstruktionszeichnung, die davon ausging, dass eine Rampe um jede Zikkurat schlangenförmig nach oben führte. Diese Rekonstruktion war vor allem von Victor Place beeinflusst, der in Khorsabad eine Zikkurat vorgefunden hatte und diese zeichnerisch rekonstruierte. Die veröffentlichte Zeichnung ist jedoch sehr unsicher und vor allem von Beschreibungen des Turmes von Babylon bei Herodot beeinflusst. Robert Koldewey, der in Babylon eine Zikkurat ausgegraben hatte, legte eine Rekonstruktion dieses Baues vor, wobei er nicht von einer spiralförmigen Rampe ausging. Er schlug Treppen an der Frontseite vor und ging davon aus, dass auf der Zikkurat ein Tempelbau stand. Daraufhin veröffentlichte Walter Andrae im Jahr 1924 eine neue Rekonstruktion der Türme, die deutlich von den Vorschlägen Koldeweys beeinflusst sind. Die neue Zeichnung zeigt auch Treppen an der Frontseite sowie einen Tempel auf der Zikkurat.

## Funde

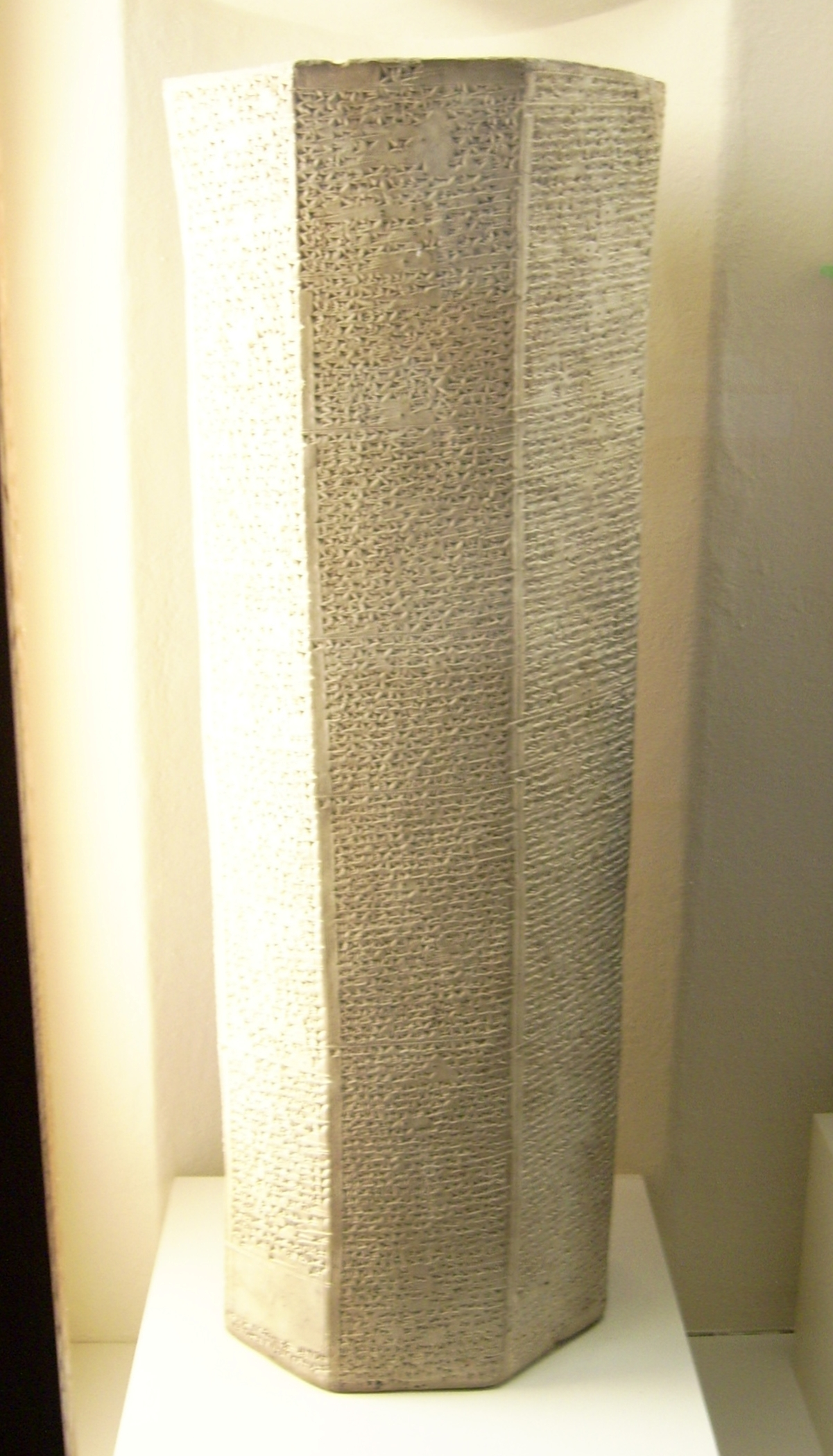
Oktagon des Tukulti-apil-Ešarra I. aus dem Tempel

Zu den Funden aus dem Tempelkomplex gehören Fragmente von Statuen, die Lamassu darstellen. Darunter befand sich ein Kopf mit dem typischen Kopfputz. Die Basaltstatue eines stehenden Mannes ist mit 137 cm fast lebensgroß. Der Kopf fehlt, konnte aber mit hoher Wahrscheinlichkeit bei irakischen Grabungen im Jahr 1982 gefunden werden. Die Statue ist altakkadisch und datiert um 2300 bis 2200 v. Chr. Es fanden sich Fragmente von beschrifteten Obelisken. Es kamen mehrere Hundert Terrakottafiguren zu Tage, sie sind meist grob gearbeitet und stellen Frauen oder Rinder dar. Wagen kommen auch häufig vor.
Aus dem Tempel stammen Prismen mit einer Bauinschrift von Tukulti-apil-Ešarra I., die in das Jahr 1109 v. Chr. datiert. Obwohl es sich um eine Bauinschrift handelt, werden auch Feldzüge des Herrschers erwähnt, womit die Inschrift von hoher historischer Bedeutung ist. Bei den Grabungen von Andrae fand sich ein vollständig erhaltenes Exemplar (Berlin VA 9255), und 28 Fragmente von weiteren Exemplaren. Identische Prismen mit identischen Text waren schon vorher in Assur gefunden worden. Ein Exemplar, dass sich im Britischen Museum in London befindet, diente 1857 als Testfall um zu sehen, ob die Keilschrift wirklich entziffert ist. Die Royal Asiatic Society lud Henry Creswicke Rawlinson, Edward Hincks, Julius Oppert und William Henry Fox Talbot ein, den Text unabhängig voneinander zu übersetzen, da die Entzifferung der Schrift noch in den Anfängen stand. Die Aktion war ein Erfolg und belegte die Richtigkeit der Entzifferung. Insgesamt sind 42 Exemplare dieses Prismas bekannt, sechs von ihnen sind weitestgehend vollständig erhalten. Die meisten von ihnen kommen aus dem Anu-Adad-Tempel oder angrenzenden Gebäuden, ein Prisma solle aber auch aus Ninive stammen. Diese Prismen gelten als Meisterwerke. Der Text ist äußerst sorgfältig in den Ton geschnitten und hervorragend komponiert.
Neben zahlreichen offiziellen Inschriften fanden sich auch zahlreiche andere Keilschrifttexte. Es handelt sich zum Teil um mittelassurische lexigraphische Texte, Regeltexte zum Leben im Palast, Gesetzestexte, Ritualtexte, worunter sich ein Krönungsritual befindet, Hymnen, mythologische Texte, medizinische Texte, sowie astronomische und astrologische Abhandlungen. Verschiedene Texte stammen von den Brüdern Marduk-balassu-eris und Bel-ahha-iddina, die aus einer Schreiberfamilie stammen. Es bleibt unklar, ob diese Texte aus diversen privaten Haushalten stammen.